# فيكتور باربيرا
فيكتور باربيرا روميرو (بالإسبانية: Víctor Barberá Romero) (مواليد 20 أغسطس 2004) هو لاعب كرة قدم إسباني محترف يلعب كمهاجم لنادي برشلونة أتلتيك.

## مسيرته في النادي
نشأ باربيرا في سانت جابرييل، وانتقل إلى نادي دي فوتبول دام للشباب في عام 2019. في العام التالي في عام 2020 انضم إلى أكاديمية الشباب في برشلونة، وفي عامه الأول كان أفضل هداف في دوري ابطال أوروبا للشباب برصيد 19 هدفا. تمت تصعيده إلى برشلونة أتلتيك في بداية موسم (2022–2023). ظهر لأول مرة مع نادي برشلونة أتلتيك في دوري الدرجة الأولى ضد نادي ألكويانو في 4 سبتمبر 2022 انتهت المباراة بنتيجة (0-0). في 14 يونيو 2023، أعلن نادي كلوب بروج  البلجيكي عن انضمامه في صفقة انتقال مجانية حتى عام 2027. في 27 أغسطس 2024، عاد باربيرا إلى برشلونة أتلتيك بعقد لمدة عامين.

## مسيرته الدولية
تم استدعاء باربيرا إلى إسبانيا تحت 19 عاماً في سبتمبر 2022.

## أسلوب اللعب
باربيرا بارع في التسديد على الكرات داخل منطقة الجزاء والمرتدات. لاعب ذكي، غالبا ما يظهر خلف الدفاع وهو لاعب قوي. إنه سريع ويمكنه اللعب على نطاق واسع، لكنه يفضل البقاء في منطقة الخصم. وقد تم مقارنته في أسلوب اللعب مع روبرت ليفاندوفسكي.

## روابط خارجية
- فيكتور باربيرا على موقع الاتحاد الأوربي (الإنجليزية)
- فيكتور باربيرا على موقع قاعدة بيانات كرة القدم.إي يو (الإنجليزية)
- فيكتور باربيرا على موقع Soccerway.com (الإنجليزية)